# Lelików (Potasznia)
Lelików (Lelikowo, niem. Lilienthal) – przysiółek wsi Potasznia w Polsce, położony w województwie dolnośląskim, w powiecie milickim, w gminie Milicz.
W latach 1975–1998 przysiółek położony był w województwie wrocławskim.